# Fort de Bandhavgarh
Le Fort de Bandhavgarh est situé dans le district d'Umaria dans l'état du Madhya Pradesh, en Inde. Ses ruines se trouvent sur une colline s'élevant 250 m d'altitude au centre du parc national de Bandhavgarh. 
Il est entouré par un grand nombre de petites collines séparées par des vallées doucement inclinées. Ces vallées se terminent par de petites prairies marécageuses, localement appelées «bohera». Le fort abrite de nombreux spécimens menacés du Vautour indien.

## Histoire
Aucune information ne permet de savoir exactement quand le fort de Bandhavgarh a été construit. Certaines sources dans des écrits anciens, comme le Narad-Panch Ratra et le Shiva Purana envisagent une occupation du site depuis quelque 2 000 ans. 
Le folklore local suggère que le Fort de Bandhavgarh a été construit par les dirigeants du royaume des Gond qui régnèrent sur le Gondwâna. Les rois de Gond de la caste de Pandro seraient les constructeurs initiaux de ce fort et les descendants des rois de Gond vivraient encore près du fort. Les rois de Gond ont creusé 12 étangs talab, dont quelques-uns seulement subsistent. La construction et l'architecture du fort sont semblables aux autres forts construits par les Rois Gond.
Le ruisseau Vanganga provient de la colline du Fort de Bandhavgarh. En gondi, van signifie nom de famille et ganga se traduit librement par eau pure. 
Le fort de Bandhavgarh tire son nom de la colline la plus proéminente de la région, dont la légende dit qu'elle a été confié par le dieu Rāma à son frère Lakshmana pour surveiller  Lanka l'île forteresse du légendaire roi démon Ravana. D'où le nom Bandhavgarh (bandhav = frère, garh = fort).
A une époque, le fort était le centre d'affaires pour les commerçants voyageant entre Kosambi et Bharhut. Pendant la dynastie Kalachuri il a été appelé "Haihay Kshetra". 
La dynastie Vakataka (IIIe au Ve siècle) a utilisé ce lieu, diverses inscriptions sculptées en font foi. Ils ont rendu l'endroit habitable en arasant certains rochers. Quelques vestiges du fort ont été trouvés sur la colline de Bamania près de Bandhavgarh et il y a beaucoup de sculptures et de pièces de monnaie disséminées dans les villages voisins, Bijhariya, Mala, qui attestent de la domination de ce royaume.
Plusieurs dynasties ont régné toutefois sur le fort; En particulier, les Maurya à partir du IIIe siècle av. J.-C., les Vakataka, les Sengars - un clan Rajput - depuis le Ve siècle, puis les Kalachuris de Tripuri au Xe siècle. 
Sous le règne de Karan Deo (1245 - 1260 selon le calendrier Vikram Samvat, Bandhavgarh était la capitale de la partie méridionale du royaume Gahora.
La principauté de Rewâ doit ses origines à la fondation d'un État en 1234 par Vyaghra Dev, un descendant des Vâghelâ du Gujarat. Il épousât la fille du Raja de Pirhawan et conquit le territoire entre Kalpî et Chandalgarh. Karan Dev, fils de Vyaghra Dev, épousât la fille du Raja de Ratanpur qui apportât en dot Bandhogarh (désormais Bandhavgarh).
Au XIIIe siècle, les Baghela gouvernèrent Bandhavgarh et ce jusqu'à 1617, lorsque le maharaja Vikramaditya Singh déplaçât sa capitale à Rewâ.
Les derniers habitants ont déserté le fort en 1935.

## Description
La colline de Bandhavgarh est un plateau situé à  250 m d'altitude, d'environ 7 km de circonférence et de 2 km dans sa plus grande dimension est-ouest. 

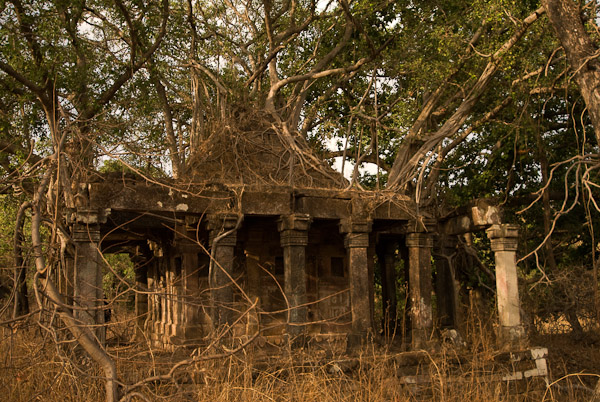
Ruines d'un temple.
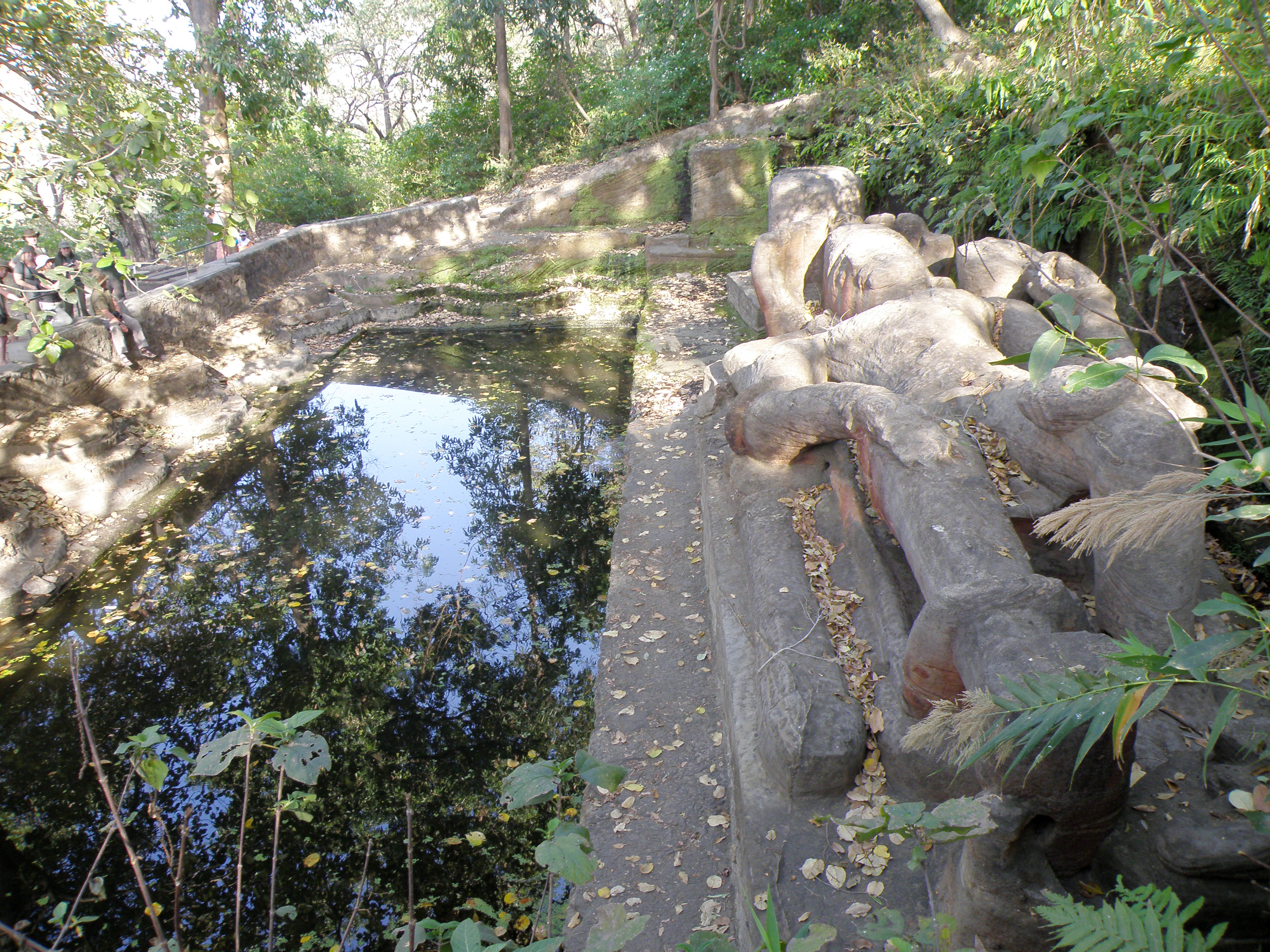
Shesh shaiya.

Il subsiste quelques statues représentant les réincarnations de Vishnou (avatar), poisson et tortue. Plusieurs étangs artificiels - vraisemblablement d'anciens réservoirs d'eau - sont encore visibles sur la colline, comme le Rani Talab (l'étang de la Reine).
Il y a 39 grottes dans le fort de Bandhavgarh et dans les collines environnantes dans un rayon d'environ 5 km. La plus ancienne grotte date du Ier siècle. Plusieurs grottes portent des inscriptions en écriture Brahmi]. Certaines grottes présentent des gravures en relief figurant des tigres, des sangliers, des éléphants et des cavaliers. Badi gufa, la plus grande grotte, a une large entrée, neuf petites salles et plusieurs piliers. Elle a été datée du Xe siècle. La grotte semble être primitive, sans les statues élaborées ni les sculptures visibles dans les grottes de la période bouddhiste et sa destination est un mystère.
A 800 m à l'est du fort on peut voir une idole gigantesque de Vishnou couché sur Ananta le nâga, appelée «Shesh Shaiya».
Un promontoire appelé «Suicide point», permettait avec de la chance, de voir des vautours en vol dont certains nichent dans les vestiges de l'un des deux temples du fort. C'était également un excellent point d'observation des oiseaux du parc.
Toutefois, depuis 2012, il n'est plus possible de visiter le fort de Bandhavgarh, le Madyar Pradesh Forest Department n'accordant plus d'autorisation à personne. Seule la grande statue de Vishnou à la base du fort peut être visitée.